# SN 1992N
SN 1992N – supernowa typu II odkryta 10 marca 1992 roku w galaktyce IC4831. W momencie odkrycia miała maksymalną jasność 19,00m.